# Grzegorz Jaroszewski
Grzegorz Jaroszewski (ur. 12 lutego 1955 w Żyrardowie, zm. 22 sierpnia 2022) – polski kolarz przełajowy, dwukrotny medalista przełajowych mistrzostw świata, dziesięciokrotny mistrz Polski, najwybitniejszy Polak w tej dyscyplinie sportu.

## Kariera

### Polska
Był zawodnikiem Żyrardowianki. Na początku kariery uprawiał kolarstwo torowe, m.in. był złotym i srebrnym medalistą Ogólnopolskiej Spartakiady Młodzieży w 1973. Od 1974 poświęcił się kolarstwu przełajowemu. W 1975 pierwszy raz wystąpił na mistrzostwach Polski seniorów, zajmując 7. miejsce. W 1976 został pierwszy raz mistrzem Polski, sukces ten powtórzył jeszcze dziewięć razy – w 1977, 1979, 1980, 1981, 1982, 1984, 1985, 1986, 1987. W 1978 i 1988 został wicemistrzem Polski.

### Świat
Na mistrzostwach świata debiutował w 1976, zajmując 20. miejsce, w 1977 był 15., w 1978 – 19. W 1979 zajął 8. miejsce, a w klasyfikacji drużynowej wywalczył z reprezentacją Polski 1. miejsce. Pierwszy międzynarodowy sukces indywidualnie osiągnął w 1980 roku, kiedy zdobył brązowy medal w kategorii amatorów podczas przełajowych mistrzostw świata w Wetzikon. W zawodach tych wyprzedzili go jedynie Szwajcar Fritz Saladin oraz kolejny Polak, Andrzej Mąkowski. Na rozgrywanych rok później mistrzostwach świata w Tolosie był drugi, przegrywając po zaciętym finiszu z Milošem Fišerą z Czechosłowacji, chociaż jeszcze 10 metrów przed metą prowadził. W kolejnych latach na mistrzostwach świata zajmował miejsca – 12 (1982), 16 (1983), 6 (1984), 8 (1985), 22 (1986), 24 (1988).

### Wyróżnienia
- VIII miejsce w Plebiscycie Przeglądu Sportowego na najlepszego Sportowca Polski w roku 1981
- 8 × 1. miejsce w klasyfikacji najlepszych przełajowców Dziennika Ludowego i Polskiego Związku Kolarskiego (1977-1980, 1982-1985)